# Ernest Nagel
Ernest Nagel (Praga, 1901-1985) fou un filòsof estatunidenc d'origen eslovac. Va ser un dels teòrics més importants de filosofia de la ciència del seu temps. Es va llicenciar en ciències en el City College de Nova York i va obtenir el doctorat a la Universitat de Colúmbia, de la qual després seria professor. La seva obra fonamental és L'estructura de la ciència. Nagel va ser el primer a formular que posicionant analíticament les equivalències entre els termes de diferents ciències, un podria eliminar tots els compromisos ontològics, excepte els estrictament necessaris de cada ciència. Es proposava així analitzar la lògica de la investigació científica i l'estructura lògica dels seus productes intel·lectuals.